# Isapiactis
Genre
Isapiactis est un genre de cnidaires anthozoaires de la famille des Arachnactidae.

## Liste des espèces
Selon World Register of Marine Species (9 janvier 2023) :
- Isapiactis obconica (McMurrich, 1910)

## Systématique
Le nom valide complet (avec auteur) de ce taxon est Isapiactis Carlgren, 1924.